# هانروت
هانروت (به آلمانی: Hanroth) یک شهر در آلمان است که در Neuwied واقع شده‌است. هانروت ۶۶۳ نفر جمعیت دارد.